# Parafia Narodzenia Najświętszej Maryi Panny w Siedliskach
Parafia Narodzenia Najświętszej Maryi Panny w Siedliskach – parafia rzymskokatolicka znajdująca się w dekanacie Tomaszów-Południe, w diecezji zamojsko-lubaczowskiej. 
Do parafii należą wierni z następujących miejscowości: Hrebenne, Hrebenne-Osada, Kornie, Mosty Małe i Siedliska.
Liczba parafian: 800.